# U.S. Highway 89A
Koordinaten: 36° 49′ 1,7″ N, 111° 37′ 53,2″ W
Der U.S. Highway 89A (kurz US 89A) ist ein United States Highway in den Vereinigten Staaten. Es handelt sich um eine Variante des U.S. Highway 89, das A steht für alternative. Der Highway erschließt den Osten des Arizona Strip, den kaum besiedelten und schwer zugänglichen Nordwesten Arizonas. In diesem Abschnitt trägt die Straße auch die Bezeichnung Fredonia-Vermilion Cliffs Scenic Road.

## Geschichte

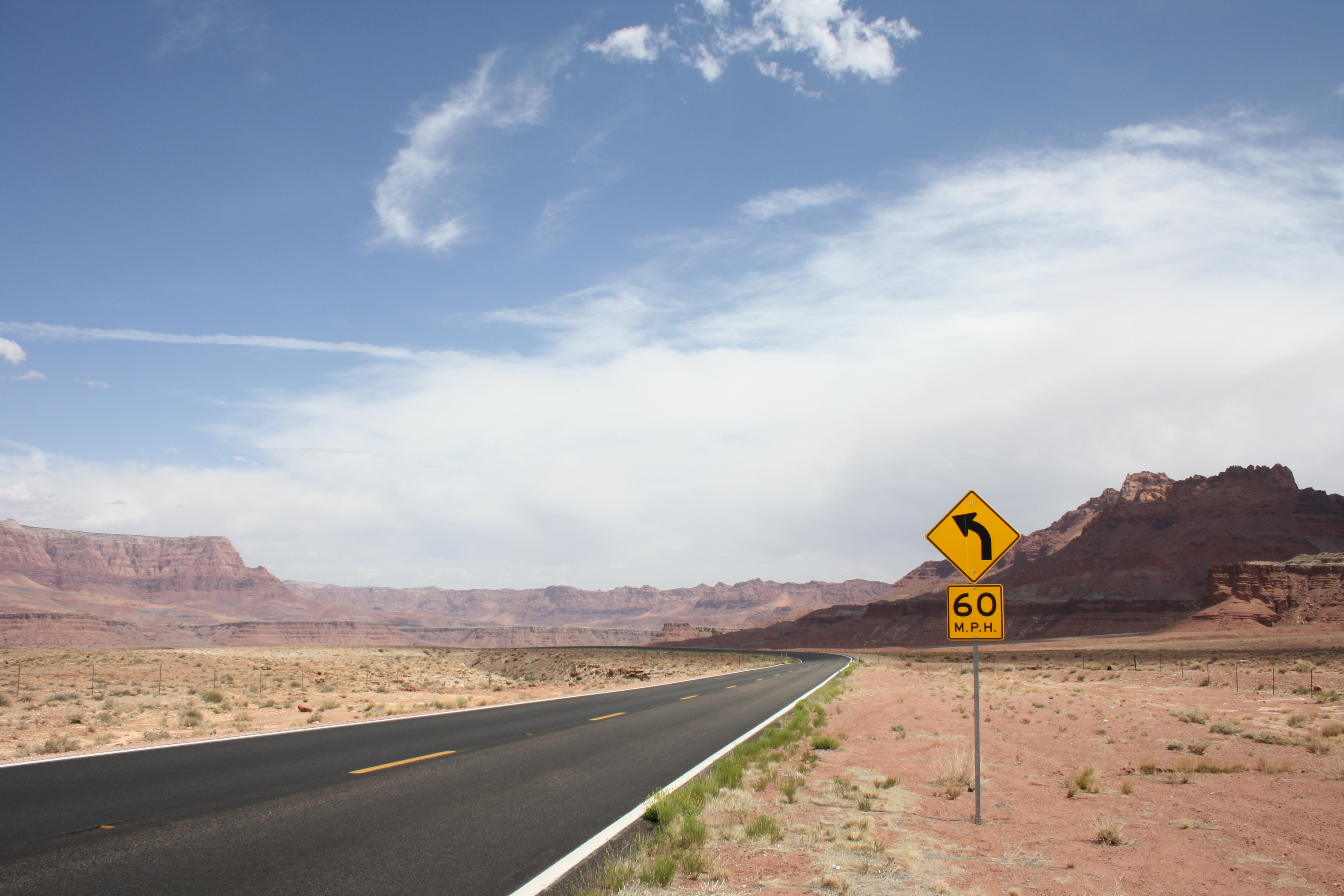
Straßenverlauf in der Felswüste

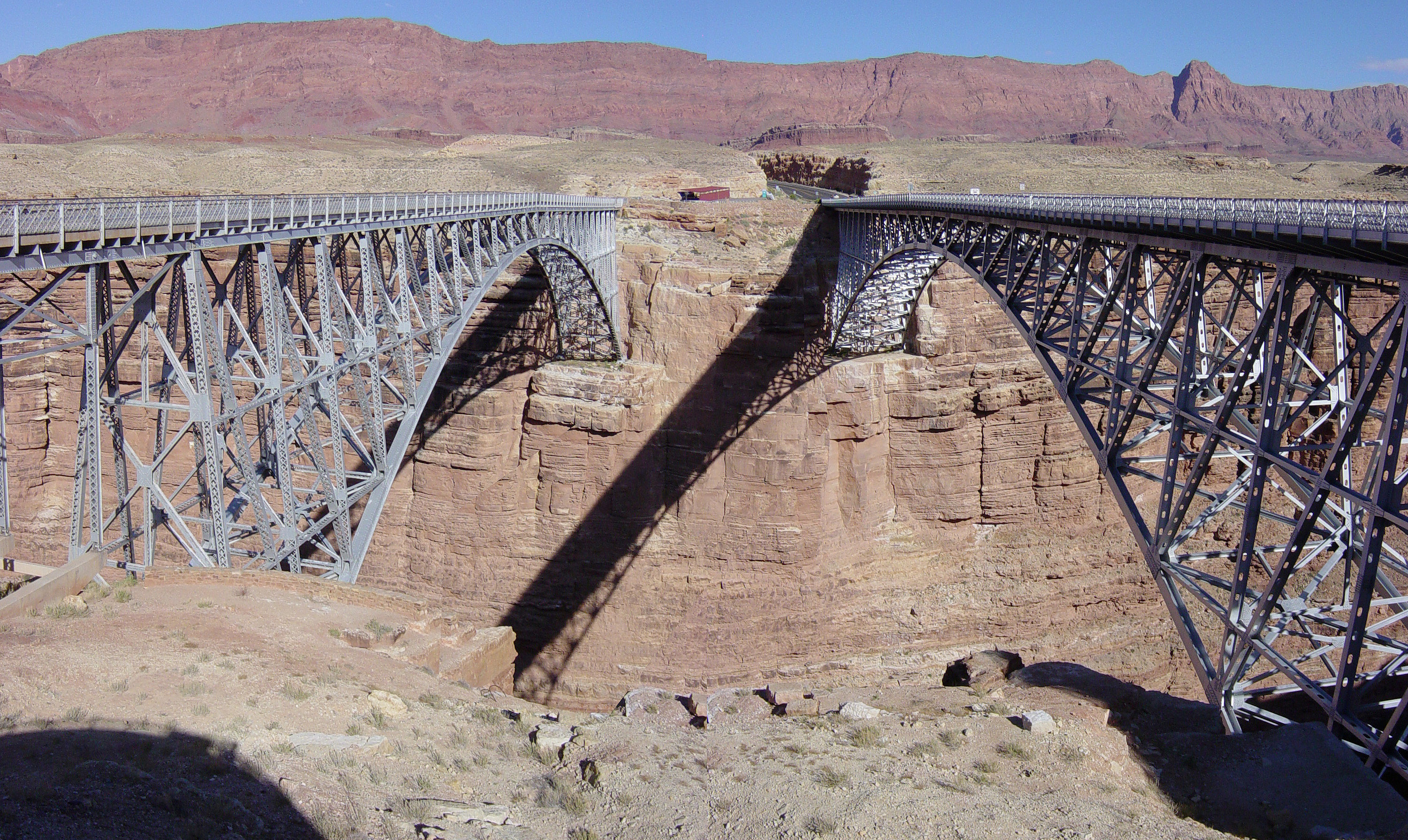
Navajo Bridges

Die Strecke des US 89A gehörte bis zum Bau des Glen Canyon Dam zum U.S. 89. Seit 1960 verläuft dieser über eine neue nördlichere Straße, die über die Glen-Canyon-Brücke führt. Anschließend wurde die alte Strecke zum U.S. Highway 89A.
Von 1941 bis 1992 gab es in Arizona eine weitere Straße, die die Bezeichnung U.S. Highway 89A innehatte. Sie begann am US 89 nördlich von Prescott und endete wieder am US 89 in Flagstaff. Seit 1992 ist dieser Abschnitt als Arizona State Route 89A ausgezeichnet.
Das Teilstück zwischen Grenze zu Arizona und dem US 89 in Kanab gehörte einige Zeit zur Utah State Route 11. Mit dem Gesetz vom 11. März 2008 wurde sie aber wieder zum U.S. Highway 89A umbenannt.

## Verlauf
Der Highway beginnt südlich von Page am U.S. Highway 89 und endet in Kanab wieder am US 89.
In seinem Verlauf überquert der US 89A den Colorado River bei Lee’s Ferry auf der Navajo Bridge, verläuft unterhalb der Vermilion Cliffs, über das Kaibab Plateau und durch Fredonia. Im Osten führt die Straße durch einen Teil der Navajo-Nation. Am Jacob Lake zweigt die Arizona State Route 67 ab, die als Stichstraße nach 49 km am Nordrand des Grand Canyon im gleichnamigen Nationalpark endet.